# 薩夫蘭博盧
薩夫蘭博盧（又译薩夫蘭博盧）是位於土耳其安納托利亞中部的城鎮，離首都安卡拉約兩百公里。老城區的鄂圖曼時期的房屋和建築都被完整的保留下來，包括私人博物館、清真寺、墓園、歷史噴泉、土耳其浴場、鐘塔、日晷以及數以百計的房屋，整修後在1994年被列入聯合國教科文組織的世界遺產名錄。番紅花城佔地面積約1000平方公里，海拔485公尺。
城鎮名稱源自於番紅花以及希臘文中的城邦（polis）。番紅花城在17世紀時期是番紅花的貿易以及種植中心，至今番紅花仍在番紅花城以東22公里的村落種植。

## 歷史
17世紀鄂圖曼帝國在蓋雷代以及黑海沿岸間的貿易必經過番紅花城，為城鎮帶來了商業、金錢以及重要的貿易地位。18-19世紀，城鎮中富裕的居民開始修建豪宅，至今才有如此數量龐大的住宅保留下來。
19世紀，約有20%的番紅花城居民是土耳其的希臘人，在第一次世界大戰之後，他們後代大多遷移至希臘。

## 鄂圖曼風格

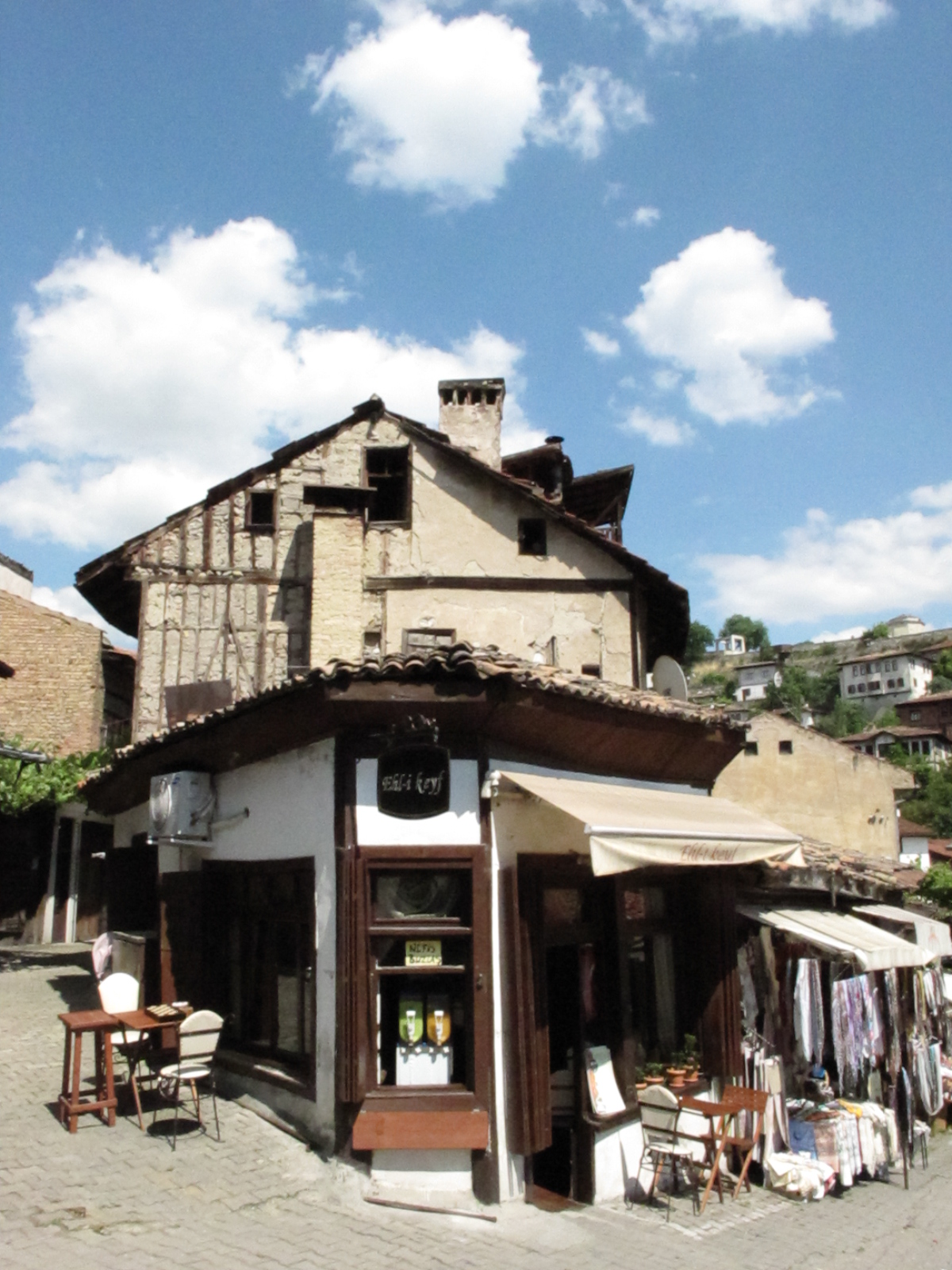
鄂圖曼建築

兩到三層木造結構的建築，上面樓層突出於下層，並有雕刻的支架作為支撐。房屋用木材框架作為基礎再填充土磚，最後塗上灰泥以及稻草的混合物。外牆刷上灰泥或石灰再用木頭裝飾。
內部大約有10-12間房間，男女有不同的住所，通常有嵌入式的壁龕和櫥櫃作為裝飾，以及精美的石灰壁爐。
較大的房子有室內水池，主要是利用流水來給房間降溫。

## 歷史建築
- 商隊驛站
- 公共澡堂
- 穆罕默德帕夏清真寺：建於1661年，院子裡有日光鐘。
- 舊政府大樓

## 節慶
- 紀錄片電影節：九月中
- 建築瑰寶和民間傳說周：九月中

## 特產

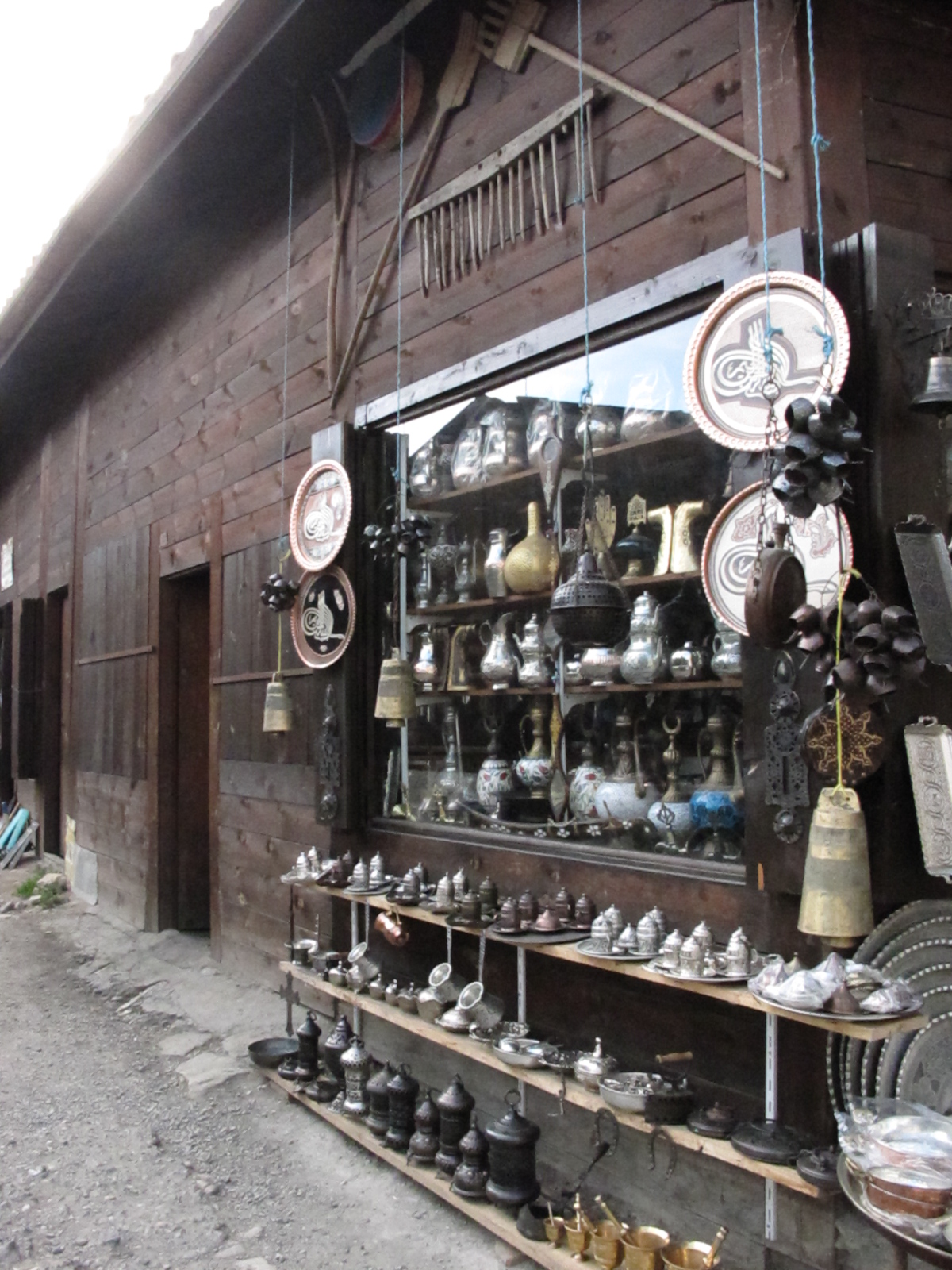
當地特產的鐵器

- 手工藝品紡織品、金屬製品、鞋子、木頭製品。
- 甜點－土耳其軟糖

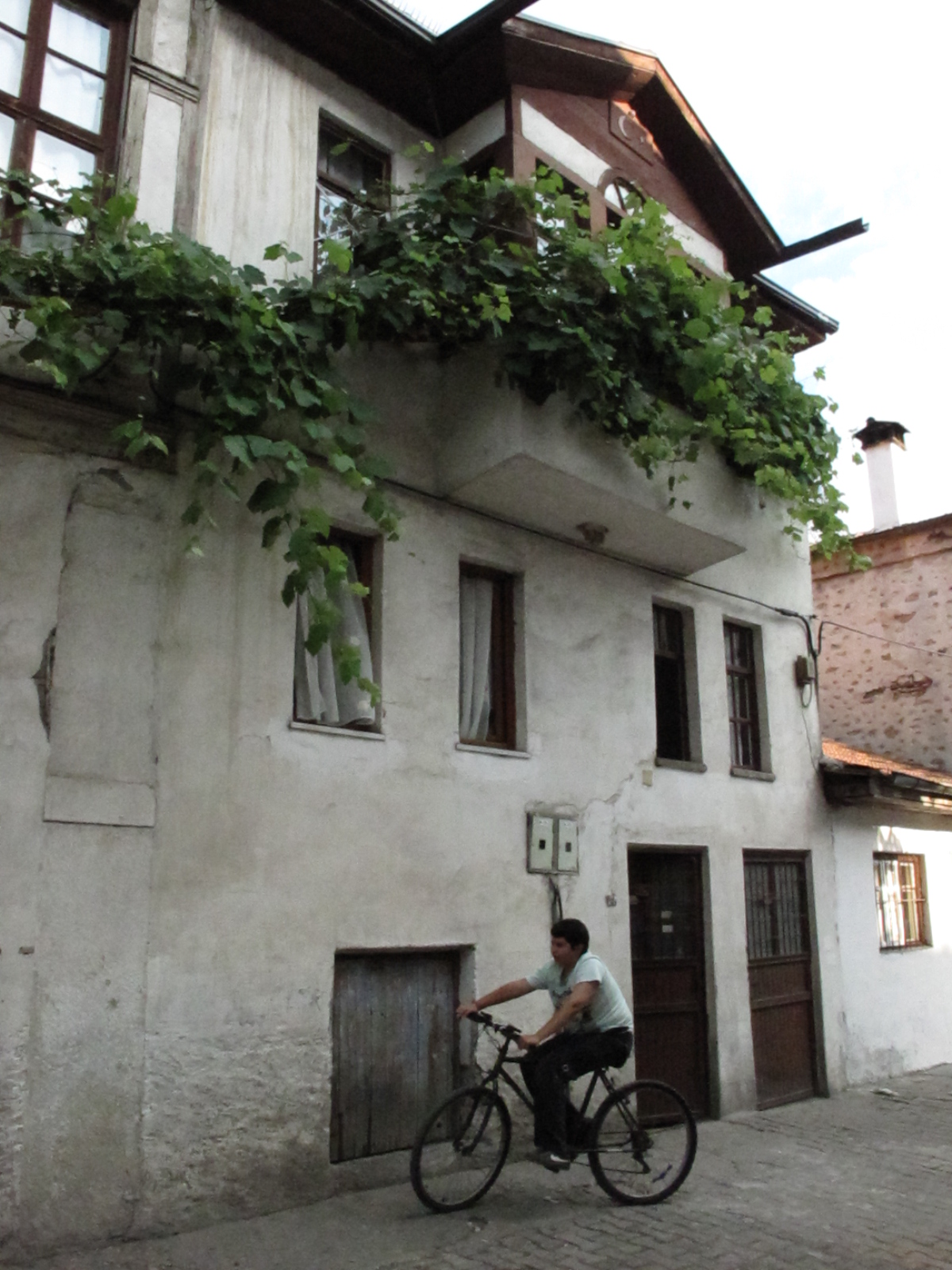
鄂圖曼建築
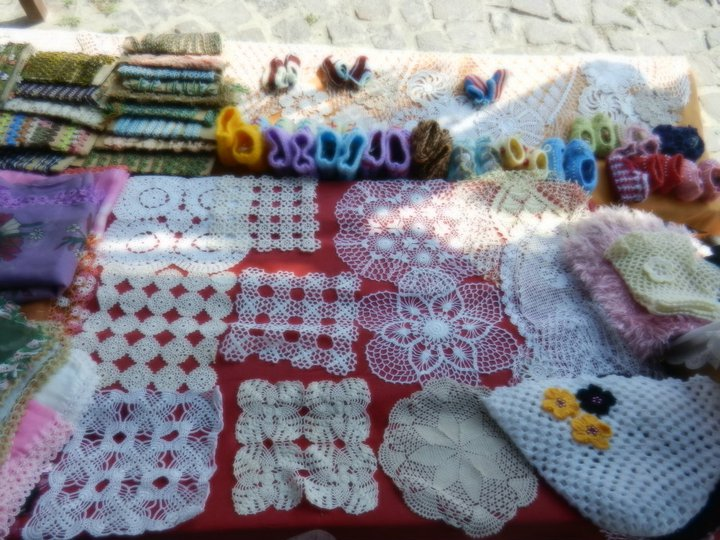
手工編織
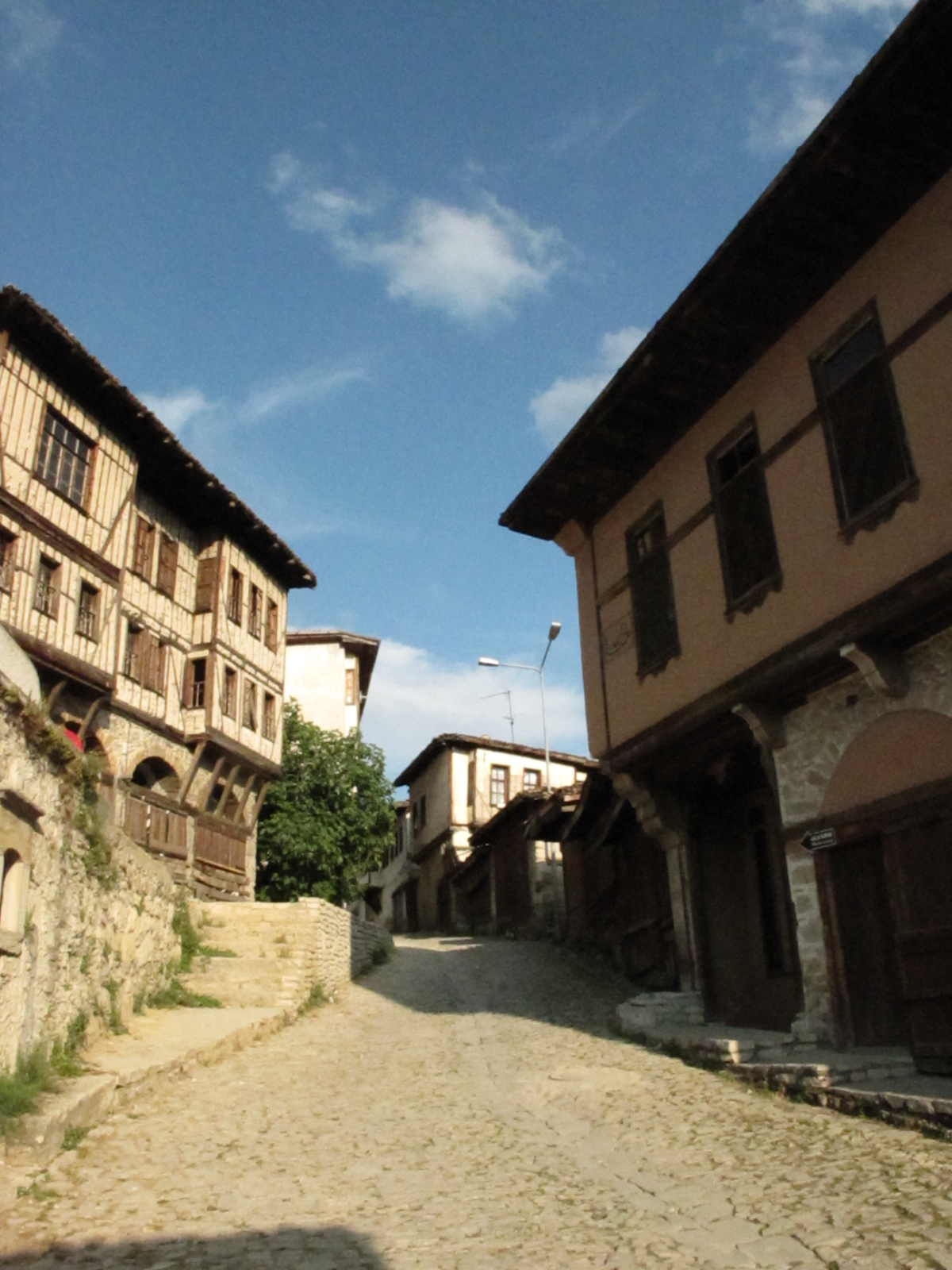
番紅花城的石板街道

## 姐妹城市
- 俄罗斯叶拉布加
- 北馬其頓奥赫里德

## 外部連結
- 维基导游上有關薩夫蘭博盧的旅行指南
- Safranbolu
- Safranbolu Mansion （页面存档备份，存于）
- Photos-Webshots （页面存档备份，存于）
- Governor's official web site （页面存档备份，存于）
- Safranbolu Photos （土耳其文）
- Safranbolu Bus and Tourism （土耳其文）
- UNESCO World Heritage - Safranbolu （页面存档备份，存于）
- Safranbolu from Google Earth[]
- Safranbolu Photos from Rasim Gul （页面存档备份，存于）
- Safranbolu VR Photography （页面存档备份，存于）

41°14′57.80″N 32°40′59.52″E / 41.2493889°N 32.6832000°E